# Sidi Aïch
Sidi Aïch (în arabă سيدي عيش) este o comună din provincia Béjaïa, Algeria.
Populația comunei este de 13.775 de locuitori (2008).